# Hylaea ochrearia
Hylaea ochrearia är en fjärilsart som beskrevs av Joannis 1903. Hylaea ochrearia ingår i släktet Hylaea och familjen mätare. Inga underarter finns listade i Catalogue of Life.